# Disney Infinity 3.0
Disney Infinity 3.0 est un jeu d'action-aventure de type sandbox développé par Avalanche Software et édité par Disney Interactive Studios en 2015 sur PC, PlayStation 3, PlayStation 4, Wii U, Xbox 360, Xbox One et Apple TV. C'est le troisième et dernier volet de la série de jeux et jouets vidéo Disney Infinity, proposant des figurines connectées, et celui-ci est centré sur la franchise Star Wars.

## Trame
Le jeu propose huit scénarios différents.

## Système de jeu

### Généralités
Disney Infinity 3.0 est un jeu d'action-aventure, connecté à des figurines. Le jeu fonctionne avec des figurines connectées, qui peuvent être achetées dans le pack de base avec le jeu, ou séparément si le joueur obtient la version numérique du jeu, sinon avec les figurines des précédents jeux, celles-ci étant compatibles,. Cependant, les figurines Star Wars comme toutes les autres ne sont compatibles qu'avec leurs « packs Aventure » respectifs. Pour utiliser les figurines Star Wars d'un pack Aventure précis dans un autre pack de la franchise, le joueur doit récolter un jeton « Champion » correspondant au personnage. Les figurines se placent sur un lecteur Disney Infinity, un socle connecté permettant d'accueillir différents objets. Le joueur peut également y placer des trophées et des Power Disc, débloquant des éléments ou augmentant les capacités des personnages. Le pack de démarrage contient les figurines de Ahsoka Tano et Anakin Skywalker.
Le jeu de base intègre un démo courte intitulée Galaxie d'histoires et un pack Aventure Star Wars nommés Twilight of the Republic. Disney Infinity 3.0 propose d'autres personnages, histoires et jeux de l'univers Disney, en l'occurrence le pack de base intègre la franchise Vice-versa. L'intrigue de Twilight of the Republic, développée par Ninja Theory, se déroule entre celles des films L'Attaque des clones et La Revanche des Sith, mais quelques éléments abordent celle de La Menace fantôme et la série télévisée d'animation Star Wars: The Clone Wars. Ce pack propose dix-huit missions principales se déroulant sur de quatre planètes (Coruscant, Géonosis, Naboo et Tatooine), ainsi que des missions secondaires. Le joueur peut également récupérer des objets cachés, tels que des Holocrons, des archives de l'histoire des Jedi, ou des « exploits » à réaliser, qui consistent à réussir des actions spécifiques comme récupérer 15 Holocrons, annihiler tous les parasites ailés Mynock ou monter sur le toit du temple Jedi.
Le jeu alterne des phases de beat them all au sabre laser et des phases de recherche, mais aussi du jeu de plates-formes et du tir dans des combats spatiaux aux commandes d'un vaisseau. Les combats bénéficient de combos pouvant être lancés si le joueur agit dans le bon timing. Les personnages bénéficient d'un « diagramme de compétences » inédit, scindés en quatre parties, santé et défense, capacités spéciales, compétences de corps-à-corps et compétences à distance. Le jeu propose un didacticiel accessible en permanence, appelé le « Kiosque de combat ».
Le mode de jeu Toy Box de type sandbox permet au joueur de créer ses propres jeux. Cette partie se divise en cinq catégories qui rassemblent missions, défis et mini-jeux sous le thème de l'« exploration », la « construction », le « combat », les « véhicules » et les « compagnons ». Un contenu créé par la communauté, approuvé par l'éditeur est aussi accessible. Le jeu intègre une salel de jeu virtuelle permettant de jouer en multijoueur sur des mini-jeux et une salle de cinéma appelée El Capitan (en référence à la salle de spectacle de Disney sur Hollywood Boulevard), permettant entre autres de jouer avec les Toy Box  des autres joueurs.
Le second pack Aventure Star Wars, développé par Studio Gobo est publié fin novembre 2015 sous le titre Rise Against the Empire. L'intrigue synthétise les trois films de la trilogie originale. Alors que Twilight of the Republic offre une aventure axée sur les combats et une succession de couloirs à explorer, Rise Against the Empire propose quant à lui de petits mondes ouverts, répartis sur trois planètes, Tatooine, Hoth et Endor. Le jeu propose une soixantaine de missions.
En décembre 2015, le pack Le Réveil de la Force est publié, conjointement avec deux figurines, Finn et Rey, tandis que celles de Poe Dameron et Kylo Ren sont proposées à la vente séparément. Ce pack reprend des éléments du film en question.
Les figurines Obi-Wan Kenobi, Yoda et Dark Maul sont disponibles séparément depuis la sortie du jeu. Quatre figurines sont également issues de la franchise Star Wars Rebels : Kanan Jarrus, Ezra Bridger, Sabine Wren et Zed Orrelios. Les figurines de Han Solo, Chewbacca et Dark Vador sont disponibles séparément depuis septembre 2015. Une édition spéciale du pack de démarrage, uniquement sur les consoles Sony, intègre une figurine du personnage Boba Fett. Celle-ci est rendue disponible pour les autres plates-formes en achat séparé en mars 2016. En décembre 2015, Disney commercialise six nouvelles figurines en édition spéciale.

### Nouveautés
Disney Infinity 3.0  présente des mécanismes de jeu similaires à ses prédécesseurs, Disney Infinity et Disney Infinity: Marvel Super Heroes. Bien que partageant de nombreux éléments clés, le système de combat du jeu a été repensé pour devenir plus complexe. Celui-ci est influencé par Star Wars : Le Pouvoir de la Force et sa suite Le Pouvoir de la Force II, Kingdom Hearts, ainsi que par la plupart des séries de jeux vidéo sur le thème du combat aérien de Spider-Man. Les sabres laser font leur apparition dans les combats. Les personnages peuvent également utiliser d'autres  armes supplémentaires. Par exemple, le personnage Luke Skywalker a la capacité d'utiliser un blaster et un sabre laser, qui peuvent être utilisés conjointement. De nouveaux combos ont été intégrés, permettant au joueur de mettre en pause à mi-parcours une séquence engagée, puis de s'orienter dans une autre variante du combo. Les personnages jouables ayant la capacité d'utiliser la Force, ont la capacité de pousser ou de tirer les ennemis pendant les combats. Les attaques spéciales introduites dans Disney Infinity: Marvel Super Heroes sont également disponibles. Seul le détenteur d'une arme de combat rapproché (telle que des sabres laser, des armes blanches, ou des bâtons) et les personnages capables de voler sont capables d'effectuer un combo aérien. Le mode de lancement des attaques spéciales évolue, et peuvent être libérées plus rapidement, mais deviennent moins puissantes. Le verrouillage automatique lors du tir d'armes à distance sur des cibles est amélioré ; les joueurs n'ont plus besoin de se rapprocher de leurs ennemis pour verrouiller automatiquement les cibles.

### Personnages et figurines
| Star Wars                       | Anakin Skywalker                   | Pack de démarrage Disney Infinity 3.0 / Pack aventure Twilight of the republic / Pack de démarrage Disney Infinity 3.0 édition spéciale | 30 août 2015                                                                      |                                     |                |                 |                 |                |              |
| Star Wars                       | Ahsoka Tano                        | Pack de démarrage Disney Infinity 3.0 / Pack aventure Twilight of the republic / Pack de démarrage Disney Infinity 3.0 édition spéciale | 30 août 2015                                                                      |                                     |                |                 |                 |                |              |
| Star Wars                       | Obi-Wan Kenobi                     | Figurine seule | 30 août 2015                                                                      |                                     |                |                 |                 |                |              |
| Star Wars                       | Yoda                               | Figurine seule | 30 août 2015                                                                      |                                     |                |                 |                 |                |              |
| Star Wars                       | Dark Maul                          | Figurine seule | 6 novembre 2015                                                                   |                                     |                |                 |                 |                |              |
| Star Wars                       | Luke Skywalker                     | Pack aventure Rise against the empire / Pack de démarrage Disney Infinity 3.0 édition spéciale                                          | 30 août 2015 (Pack de démarrage édition spéciale) septembre 2015 (Pack aventure)  |                                     |                |                 |                 |                |              |
| Star Wars                       | Princesse Leia                     | Pack aventure Rise against the empire / Pack de démarrage Disney Infinity 3.0 édition spéciale                                          | 30 août 2015 (Pack de démarrage édition spéciale) septembre 2015 (Pack aventure)  |                                     |                |                 |                 |                |              |
| Star Wars                       | Han Solo                           | Figurine seule | septembre 2015                                                                    |                                     |                |                 |                 |                |              |
| Star Wars                       | Chewbacca                          | Figurine seule | septembre 2015                                                                    |                                     |                |                 |                 |                |              |
| Star Wars                       | Dark Vador                         | Figurine seule | septembre 2015                                                                    |                                     |                |                 |                 |                |              |
| Star Wars                       | Boba Fett                          | Pack de démarrage Disney Infinity 3.0 édition spéciale / Figurine seule                                                                 | 30 août 2015 (Pack de démarrage édition spéciale) 2 février 2016 (Figurine seule) |                                     |                |                 |                 |                |              |
| Star Wars                       | Rey                                | Pack aventure Le réveil de la force | 16 décembre 2015                                                                  |                                     |                |                 |                 |                |              |
| Star Wars                       | Finn                               | Pack aventure Le réveil de la force | 16 décembre 2015                                                                  |                                     |                |                 |                 |                |              |
| Star Wars                       | Poe Dameron                        | Figurine seule | 16 décembre 2015                                                                  |                                     |                |                 |                 |                |              |
| Star Wars                       | Kylo Ren                           | Figurine seule | 16 décembre 2015                                                                  |                                     |                |                 |                 |                |              |
| Star Wars                       | Ezra Bridger                       | Figurine seule | 30 août 2015                                                                      |                                     |                |                 |                 |                |              |
| Star Wars                       | Kanan Jarrus                       | Figurine seule | 30 août 2015                                                                      |                                     |                |                 |                 |                |              |
| Star Wars                       | Sabine Wren                        | Figurine seule | 30 août 2015                                                                      |                                     |                |                 |                 |                |              |
| Star Wars                       | Zeb Orrelios                       | Figurine seule | 30 août 2015                                                                      |                                     |                |                 |                 |                |              |
| Hera Syndulla                   |                                    | Figurine seule | 30 août 2015                                                                      |                                     |                |                 |                 |                |              |
| 29 janvier 2023                 |                                    | Figurine seule | 30 août 2015                                                                      |                                     |                |                 |                 |                |              |
| Jyn Erso                        |                                    | Figurine seule | 30 août 2015                                                                      |                                     |                |                 |                 |                |              |
| Baze Malbus                     |                                    | Figurine seule | 30 août 2015                                                                      |                                     |                |                 |                 |                |              |
| Chirrut Îmwe                    |                                    | |                                                                                   |                                     |                |                 |                 |                |              |
| K-2SO                           |                                    | |                                                                                   |                                     |                |                 |                 |                |              |
| Mickey                          | Mickey Mouse                       | |                                                                                   |                                     |                |                 |                 |                |              |
| Mickey                          | Minnie Mouse                       | |                                                                                   |                                     |                |                 |                 |                |              |
| La Reine des neiges             | Olaf                               | |                                                                                   |                                     |                |                 |                 |                |              |
| Mulan                           | Mulan                              | |                                                                                   |                                     |                |                 |                 |                |              |
| Tron                            | Quorra                             | Personnage jouable gratuitement dans la version Windows 8/10 et Steam de 2.0 virtuellement / Figurine seule (3.0)                       | 30 août 2015 (figurine)                                                           |                                     |                |                 |                 |                |              |
| Tron                            | Sam Flynn                          | Personnage jouable gratuitement dans la version Windows 8/10 et Steam de 2.0 virtuellement / Figurine seule (3.0)                       | 30 août 2015 (figurine)                                                           |                                     |                |                 |                 |                |              |
| Vice-versa                      | Joie                               | Pack aventure Vice-versa | 30 août 2015                                                                      |                                     |                |                 |                 |                |              |
| Vice-versa                      | Colère                             | Pack aventure Vice-versa | 30 août 2015                                                                      |                                     |                |                 |                 |                |              |
| Vice-versa                      | Dégoût                             | Figurine seule | 30 août 2015                                                                      |                                     |                |                 |                 |                |              |
| Vice-versa                      | Tristesse                          | Figurine seule | 30 août 2015                                                                      |                                     |                |                 |                 |                |              |
| Vice-versa                      | Peur                               | Figurine seule | 30 août 2015                                                                      |                                     |                |                 |                 |                |              |
| Le Voyage d'Arlo                | Spot                               | Figurine seule | 6 novembre 2015                                                                   |                                     |                |                 |                 |                |              |
| Zootopie                        | Nick Wilde                         | Figurine seule | 15 février 2016                                                                   |                                     |                |                 |                 |                |              |
| Zootopie                        | Judy Hopps                         | Figurine seule | 15 février 2016                                                                   |                                     |                |                 |                 |                |              |
| Le Livre de la jungle           | Baloo                              | Figurine seule | 25 mars 2016                                                                      |                                     |                |                 |                 |                |              |
| Peter Pan                       | Peter Pan                          | Figurine seule | 25 mars 2016                                                                      |                                     |                |                 |                 |                |              |
| Alice de l'autre côté du miroir | Alice                              | Figurine seule | 24 mai 2016                                                                       |                                     |                |                 |                 |                |              |
| Alice de l'autre côté du miroir | Le Chapelier Fou                   | Figurine seule | 24 mai 2016                                                                       |                                     |                |                 |                 |                |              |
| Alice de l'autre côté du miroir | Temps                              | Figurine seule | 24 mai 2016                                                                       |                                     |                |                 |                 |                |              |
| Le Monde de Dory                | Dory                               | Pack aventure Le monde de Dory | 27 juin 2016                                                                      |                                     |                |                 |                 |                |              |
| Le Monde de Dory                | Nemo                               | Figurine seule / Figurine + 2 Power Discs du monde de Nemo repris de 1.0 (seulement en Amérique)                                        | 27 juin 2016                                                                      | Vaiana, la légende du bout du monde | Vaiana         | 29 janvier 2023 |                 |                |              |
| Maui                            | Figurine seule                     | Marvel | Hulkbuster                                                                        | Vaiana, la légende du bout du monde | Figurine seule | 29 janvier 2023 | 6 novembre 2015 |                |              |
| Ultron                          |                                    | Marvel |                                                                                   | Vaiana, la légende du bout du monde | Figurine seule | 29 janvier 2023 | 6 novembre 2015 |                |              |
| Captain America le premier      | Pack Aventure Marvel Battlegrounds | Marvel | 25 mars 2016                                                                      | Vaiana, la légende du bout du monde |                | 29 janvier 2023 |                 |                |              |
| La Panthère Noire               | Figurine seule                     | Marvel | 25 mars 2016                                                                      | Vaiana, la légende du bout du monde |                | 29 janvier 2023 |                 |                |              |
| Ant-Man                         | Figurine seule                     | Marvel | 25 mars 2016                                                                      | Vaiana, la légende du bout du monde |                | 29 janvier 2023 |                 |                |              |
| Vision                          | Figurine seule                     | Marvel | 25 mars 2016                                                                      | Vaiana, la légende du bout du monde | 23 mars 2023   | 29 janvier 2023 | Docteur Strange | Figurine seule | 23 mars 2023 |
| Spider-Gwen                     | Figurine seule                     | 23 mars 2023 |                                                                                   |                                     |                |                 |                 | Figurine seule | 23 mars 2023 |
| Le Soldat de l'hiver            | Figurine seule                     | 23 mars 2023 | Figurine seule                                                                    | 23 mars 2023                        |                |                 |                 | Figurine seule | 23 mars 2023 |
| War Machine                     | Figurine seule                     | 23 mars 2023 | Figurine seule                                                                    | 23 mars 2023                        |                |                 |                 | Figurine seule | 23 mars 2023 |
| La Sorcière Rouge               | Figurine seule                     | 23 mars 2023 | Figurine seule                                                                    | 23 mars 2023                        |                |                 |                 | Figurine seule | 23 mars 2023 |

## Développement
Depuis le lancement de la série Disney Infinity, Star Wars a fait plusieurs apparitions dans les jeux, notamment sous forme d'un sabre laser et un landspeeder déblocables. Avant la sortie de Disney Infinity 2.0 en 2014, le producteur de la série John Vignocchi laisse entendre qu'un prochain épisode pourrait comporter des personnages de l'univers Lucasfilm. L'existence de Disney Infinity 3.0 est révélée pour la première fois à la suite d'une fuite du détaillant chinois Taobao, qui dévoile des dessins de personnages et de figurines destinés à un troisième jeu. Le détaillant allemand Saturn diffuse plus tard des images du Starter Pack du jeu contenant les personnages d'Anakin Skywalker et d'Ahsoka Tano de Star Wars: The Clone Wars. Le jeu est officiellement révélé par Game Informer le 5 mai 2015,.
Studio Gobo et Ninja Theory ont également travaillé sur le développement du jeu. Afin de créer un système de combat plus complexe que dans les deux premiers jeux, Disney a également demandé à Ninja Theory de réorganiser ces phases de jeu, dès lors que LucasArts eut manifesté son intérêt de travailler avec la société.

## Commercialisation
Disney Infinity 3.0 sort le 30 août 2015 en Amérique du Nord. Le Starter Pack, qui comprend le disque du jeu, les figurines des personnages Anakin Skywalker et Ahsoka Tano, une aire de jeu (Twilight of the Republic), une carte Web et la base Disney Infinity, a été lancé au lancement du jeu. Le jeu est également commercialisé en version numérique.

## Accueil

### Critiques
Disney Infinity 3.0 obtient un bon accueil lors de sa sortie, de la part de la presse spécialisée.

### Récompense
Disney Infinity 3.0 obtient un prix du jouet de l'année de la part de l'association américaine Toy Association.

## Postérité
Le 10 mai 2016, Disney arrêtait la série de jeux Disney Infinity et annonçait une perte liée de 147 millions d'USD,. Les dernières figurines sorties sont Alice, Temps, le chapelier fou en mai et un pack aventure Le monde de Dory (avec Dory) et une figurine Nemo en juin 2016. Des figurines Star Wars: Rogue One, Vaiana, Docteur Strange, Goofy, Hera (Star Wars: Rebels), Don Karnage,Spider Gwen et Cars 3 qui devaient sortir ont donc été annulées. Pour le site Gamasutra, relié par Fortune, les raisons sont une baisse des ventes de jouets associées au jeu qui n'a pas affecté la concurrence et un changement de stratégie globale chez Disney qui passe par la licence et non plus le développement interne.
Le 29 juillet 2016, Disney Interactive ferme les achats en ligne liés à son jeu Disney Infinity. Les Toy Box publiées ne sont plus vérifiées depuis le 30 septembre 2016. Les serveurs sont arrêtés définitivement le 3 mars 2017 .